# بنکرفت (آیووا)
بنکرفت (به انگلیسی: Bancroft) شهری در ایالت آیووا کشور ایالات متحده آمریکا است که جمعیت آن در سرشماری سال ۲۰۱۰ میلادی، ۷۳۲ نفر بوده‌است.